# Josep Lluís Sirera Turó
Josep Lluís Sirera Turó (València, 14 de gener de 1954- València, 8 de desembre de 2015) va ser un dramaturg i catedràtic d'història del teatre espanyol de la Universitat de València.
Llicenciat en història, doctor en filologia hispànica i catedràtic d'història del teatre espanyol especialitzat en època medieval i dels segles XIX a XXI. Autor de nombrosos articles sobre gèneres populars del teatre espanyol com el melodrama, el sainet i la sarsuela; així com estudis especialitzats sobre l'escriptura i la pràctica teatral contemporània: Moma teatre (1982-2002), Vint anys de coherència (2003), Ananda Dansa, Del ball a la paraula (2007) i Xarxa teatre: 25 anys sense fronteres (2008), aquests dos últims en col·laboració amb l'autora Remei Miralles.
Com a dramaturg va publicar, en col·laboració amb el seu germà gran Rodolf Sirera, nombroses obres de teatre com Homenatge a Florentí Montfort (1974), Cavalls de mar (1988), Silenci de negra (2000), El dia què Bertolt Brecht va morir a Finlàndia (2002) o Benedicat (2006). També va ser guionista en diverses sèries dramàtiques per a televisió, com en Canal 9 (Herència de sang, A flor de pell), TV3 (Setze dobles) i Telecinco (El súper). En els seus últims anys va ser editor de diàlegs de la sèrie Amar en tiempos revueltos. Algunes de les seves obres dramàtiques han estat posades en escena per Assaig, el grup de teatre universitari oficial de la Universitat de València.
Com a professor de la Universitat de València havia ocupat càrrecs de responsabilitat, arribant a ser vicedegà de la Facultat de Filologia (1986-1987), degà de la mateixa Facultat (1987-1989), director del Departament de Filologia Espanyola (1992-1995), director del Servei de Biblioteques i Documentació (2002-2006), i vicerector de Cultura de la UV des de 2010 a març de 2011.